# Riolite
La riolite è una roccia vulcanica, di composizione felsica, con tessitura afanitica (ipocristallina o vitrofirica). I fenocristalli sono di quarzo, feldspati (sanidino   e plagioclasio in un rapporto solitamente di circa 1:2) e biotite. A volte si possono trovare anche fenocristalli di clinopirosseno (augite). Molto più rari l'ortopirosseno (iperstene), l'anfibolo (orneblenda) e la cordierite. Esistono varietà totalmente o quasi vetrose (ossidiane). Il colore è variabile, ma generalmente chiaro (eccetto che nelle ossidiane).

Dal punto di vista petrografico è l'equivalente effusivo del granito, anche se spesso risulta difficile inquadrare la riolite nel diagramma QAPF, a causa della grana finissima e della quantità di vetro presente.

## Etimologia
Il termine riolite è stato coniato nel 1860 da Ferdinand von Richthofen. Deriva dal greco antico per indicare la sua struttura fluidale, ma l'etimologia è incerta: potrebbe derivare da "rheo", che significa flusso o da " rhúaks", che significa torrente o da "rhein", che significa scorrere + "lithos" ( λίθος), pietra.
Un altro nome ampiamente usato nel passato e che può essere considerato un sinonimo di riolite è Liparite (Roth, 1861, dall'isola di Lipari, Eolie).

## Classificazione chimica e strutturale delle rioliti

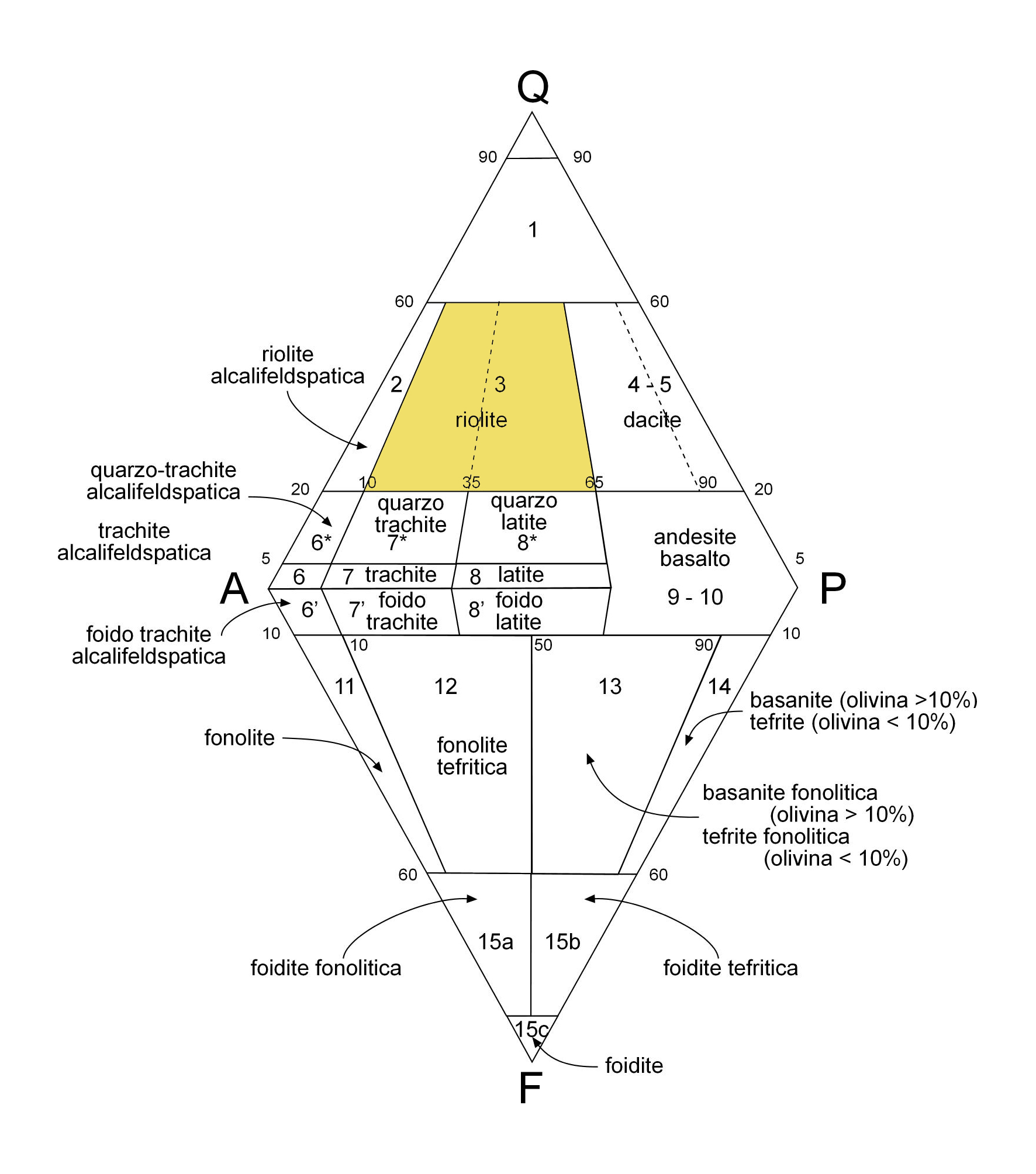
Posizione delle rioliti nel doppio triangolo QAPF

Le rioliti sono le rocce vulcaniche più ricche in silice. A causa della più o meno abbondante presenza di vetro nella pasta di fondo, è quasi sempre necessario ricorrere all'analisi chimica e utilizzare la classificazione TAS per collocare una roccia tra le rioliti. Però il campo delle rioliti in questo diagramma è assai vasto, per cui occorre fare ulteriori distinzioni, sia dal punto di vista petrografico (quando la roccia non è completamente vetrosa) che geochimico. 

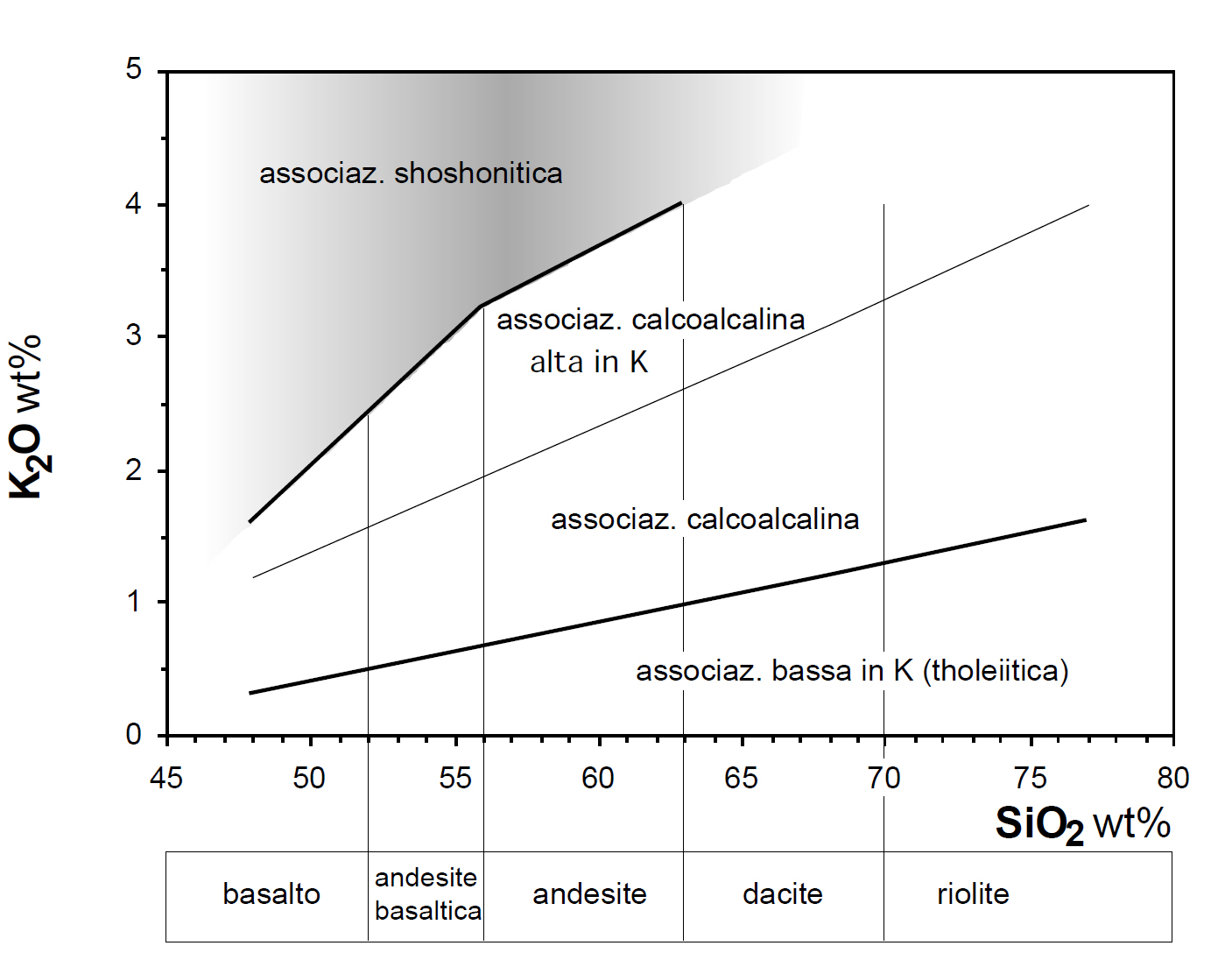
Fig. 1. Diagramma K_{2}O % in peso - SiO_{2} % in peso discriminante i diversi tipi di rocce subalcaline. Il campo shoshonitico è ombreggiato in quanto le rocce che vi cadono sono classificate in base alla nomenclatura delle rocce alcaline. Da Innocenti et al. (1999) ridisegnato

Per una classificazione esauriente di queste rocce si prendono in considerazione i seguenti 4 parametri:
- Diagramma K2O / SiO2 (fig.1): permette di distinguere rioliti e rioliti basse in K2O. Queste ultime appartengono normalmente ad associazioni di tipo tholeiitico.
- Indice di saturazione in allumina (ASI) = Al2O3 / (CaO + Na2O + K2O) espresso in moli: permette di distinguere le rioliti peralluminose con ASI > 1 (anche se di norma si riserva la qualifica di peralluminoso alle rocce con ASI>1.1)
- Indice agpaitico (AI) = (Na2O + K2O) / Al2O3 espresso in moli: le rioliti con AI >1 sono dette rioliti peralcaline. Possono essere ulteriormente suddivise - in base al % in peso di FeOtot (Ferro totale = % in peso di FeO  + % in peso di Fe2O3 * 0.8998) e % in peso di Al2O3  - in pantelleriti e comenditi (tabella 1).
- Un'ulteriore distinzione può essere fatta nel diagramma TAS prendendo come riferimento la linea di Na2O + K2 O = 8% in peso (Yanev e Andreev, 2000), che separa le rioliti dalle alcali-rioliti (fig. 2).

| Rioliti               |              | Na2O + K2 O < 8%          |
| Alcali-rioliti        |              | Na2O + K2O > 8%           |
| Rioliti peralluminose |              | ASI > 1,1                 |
| Rioliti peralcaline   |              | AI > 1                    |
|                       | Pantelleriti | Al2O3 < 1,33 FeOtot + 4,4 |
|                       | Comenditi    | Al2O3 > 1,33 FeOtot + 4,4 |

La formazione delle rioliti peralcaline viene spiegata con "l'effetto plagioclasio": il plagioclasio anortitico contiene due volte alluminio rispetto ai feldspati alcalini, quindi la cristallizzazione di anortite porterà ad un arricchimento nel liquido di K e Na e un contemporaneo impoverimento in alluminio. La scarsità di allumina (o l'eccesso di alcali) viene risolto con la formazione di pirosseno (egirina) e/o anfibolo alcalino (riebeckite e richterite) e di enigmatite, nella quale gli ossidi di Fe e Ti sostituiscono l'allumina.

La classificazione chimica va poi collegata agli eteromorfi strutturali della riolite, che dipendono dalle modalità dell'eruzione. Così si possono avere, oltre che la riolite massiccia, il tufo riolitico, la breccia riolitica, l'ossidiana riolitica (vetro compatto), la pomice riolitica (vetro vescicolare) e l'ignimbrite riolitica.

## Composizione chimica e norma
|       | % in peso |
| ----- | --------- |
| SiO2  | 73,95     |
| TiO2  | 0,28      |
| Al2O3 | 13,48     |
| Fe2O3 | 1,50      |
| FeO   | 1,13      |
| MnO   | 0,06      |
| MgO   | 0,40      |
| CaO   | 1,16      |
| Na2O  | 3,61      |
| K2O   | 4,37      |
| P2O5  | 0,07      |

|            | % in peso |
| ---------- | --------- |
| Quarzo     | 32,87     |
| Corindone  | 1,02      |
| Ortoclasio | 25,44     |
| Albite     | 30,07     |
| Anortite   | 4,76      |
| Iperstene  | 1,34      |
| Magnetite  | 2,14      |
| Ilmenite   | 0,54      |
| Apatite    | 0,17      |

## Caratteristiche dei magmi riolitici e strutture eruttive

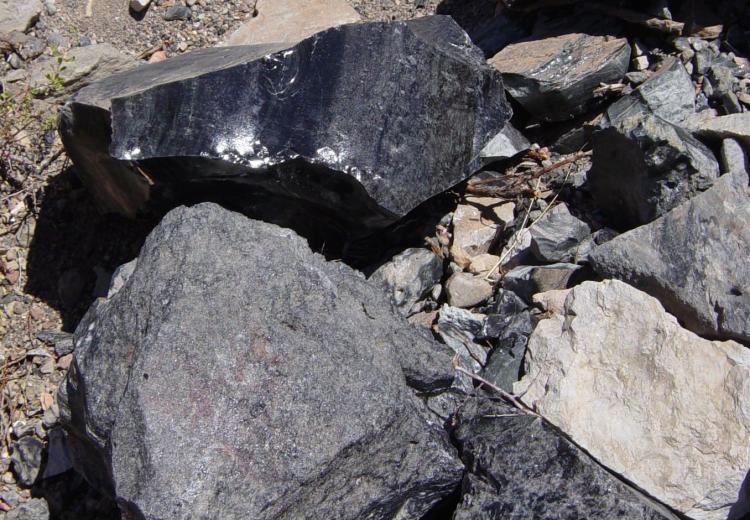
Sopra ossidiana, sotto pomice e nell'angolo in basso a destra riolite

I magmi più ricchi in silice (SiO2) sono anche i magmi più viscosi. Un magma è una soluzione ionica complessa, nel quale sono presenti ioni tetraedrici SiO44- che, quando presenti in grande quantità, tendono a polimerizzare in lunghe catene. Queste molecole lineari ostacolano il flusso della lava, tanto che la viscosità di un magma riolitico (~107 poise) è di tre ordini di grandezza superiore a quella di un magma basaltico. Ciò influenza le modalità con cui il magma riolitico erutta: in prevalenza le eruzioni sono esplosive, generando depositi piroclastici come tufi, brecce vulcaniche, pomici, ignimbriti. Molto più rare sono le colate laviche, sempre di modesta estensione, perché la lava tende a accumularsi nel condotto vulcanico o all'interno del cratere, formando delle strutture rigonfie dalla forma subcircolare o ellittica dette duomi o cupole di ristagno. Questi si formano generalmente nel corso di una singola effusione lavica, ma possono continuare a crescere per la spinta di nuovo magma dal basso. L'alta viscosità e il forte attrito interno generano un regime di flusso laminare che si esprime nella struttura interna della lava (struttura fluidale, simile alla foliazione). Il risultato è un aspetto "a cipolla", in cui le lave si accavallano una sull'altra formando strutture dette rampe.

Esistono diversi tipi di duomi, che si differenziano per il meccanismo genetico:
- duomi esogeni: sono duomi che si accrescono a partire dalla sommità in seguito a ripetute estrusioni di lava;
- duomi endogeni: si accrescono per espansione dall'interno, per cui la parte esterna si distende fratturandosi e generando brecce, dette talus,  che si accumulano alla base del rigonfiamento;
- duomi culée: sono duomi endogeni o esogeni che si formano sui ripidi versanti del vulcano; trovandosi su una superficie inclinata, tendono a scorrere o "colare" in parte sul fianco del vulcano;
- criptoduomi: sono duomi che si accrescono all'interno del fianco del vulcano, come ad esempio quello che dette origine all'eruzione del 1980 del vulcano Monte Sant'Elena, nello Stato di Washington (USA).

## Petrogenesi dei magmi riolitici
Le rioliti si trovano praticamente in ogni ambiente geodinamico e, semplificando, possono avere due differenti origini:
- Sono un prodotto residuale della differenziazione di magmi basaltici: in questo caso le rioliti sono associate a vulcaniti di composizione intermedia (andesiti, daciti), come avviene nelle isole oceaniche sopra punti caldi (ad es. nelle Hawaii). I volumi, rispetto a quelli del magma genitore, sono di scarsissima entità;
- Derivano da magmi anatettici di origine crostale: l'origine di questi magmi è nella fusione parziale di rocce sialiche della crosta inferiore, che si ritiene innescata dal calore apportato da una massa basaltica che ristagna all'interno (o che si è mossa al di sotto) della crosta, provenendo dal cuneo di mantello sopra una placca in subduzione.  Questo può avvenire in un arco di tipo andino (litosfera oceanica in subduzione sotto litosfera continentale). In questo caso, i volumi eruttati possono avere dimensioni imponenti e spesso avere le caratteristiche di colate ignimbritiche. Le rioliti anatettiche possono contenere minerali residui della fusione, come granati e cordierite e di solito non sono associate a rocce di composizione intermedia. Frequenti sono anche le rioliti nelle zone di rift continentali, come nel Great Rift Valley dell'Africa Orientale, sempre associate a magmi basaltici in un caratteristico vulcanismo bimodale sialico-femico tipico dei rift. Anche in questo caso le rioliti sono di origine anatettica, da rocce sialiche crostali o da basalti intrusi in precedenza nella crosta profonda.

## Distribuzione
Le rioliti sono rocce molto diffuse in Italia e nel mondo anche se a livello generale, dal punto di vista volumetrico, hanno una consistenza decisamente inferiore a quella dei basalti e delle andesiti. Sono rocce tipiche della crosta continentale, anche se, in rari casi, affiorano in isole oceaniche.

In Italia:

- Paleozoico: nelle vulcaniti permiane sono particolarmente diffuse le effusione riolitiche, sia come lave che come tufi e ignimbriti[6]
  - Tra Levone e Cuorgnè (Piemonte), tufi e cineriti
  - Tra Valsesia e Biellese (Romagnano, Prato Sesia, Monte San Lorenzo), tufi e minori ignimbriti
  - Tra il Lago di Lugano e la Val Marchirolo, lave e subordinati tufi
  - Nel Varesotto (Pianbello, M. La Nave, Mesenzana, Baggiolina), prevalenti ignimbriti
  - Bovegno e Collio: ignimbriti
  - Val Camonica all'altezza di Boario Terme
  - Piattaforma Porfirica Atesina (Trentino-Alto Adige, tra Trento e Merano), prevalentemente ignimbriti e minori colate laviche
  - Gallura settentrionale (Viddalba, Badesi, Trinità d'Agultu e Vignola, Bortigiadas, Aggius), lave e ignimbriti
- Mesozoico: le vulcaniti felsiche nelle Alpi e nell'Appennino settentrionale sono ovunque trasformate dal metamorfismo alpino in porfiroidi[6]
- Cenozoico (tra parentesi l'età):
  - Nei Colli Euganei, Il Monte Venda (Eocene) è una grande cupola di ristagno riolitica; altri affioramenti coevi nei pressi a Galzignano Terme, Monte Ventolone, Barone, Monte Solone[6]; una dismessa cava di riolite colonnare si trova anche lungo il sentiero del Monte Cinto[7]
  - San Vincenzo (Livorno, 4,6 Ma), colate e duomi[8]
  - Roccastrada (Grosseto, 2,5 Ma), colate e duomi[8]
  - Tolfa-Manziana-Cerite (Roma, 3,5 Ma), colate, duomi e flussi piroclastici[8]
  - Monte Arci (Oristano, 3,2 Ma), colate[8]
- Quaternario  (tra parentesi l'età)[8]:
  - Stratovulcano di Vico(Viterbo, 0,8 a 0,04 Ma), tufi e ignimbriti
  - Isole di Ponza, Palmarola, Zannone (4,2 a 1 Ma), lave, duomi e brecce
  - Isola di Salina, Eolie (430.000 a 13.000 anni), piroclastiti
  - Isola di Lipari, Eolie (580.000 a 220.000 anni), rioliti e rioliti alcaline come pomici e ossidiane
  - Isola di Vulcano, Eolie (120.000-attuale), colate e piroclastiti
  - Isola di Panarea, Eolie (150.000 a 45.000 anni), colate e piroclastiti
  - Isola di Pantelleria (320.000 a 10.000 anni), ignimbriti e duomi di pantellerite

In Europa:

- Complesso riolitico di Gréixer nella Sierra di Moixeró  (Catalogna, Spagna)[9]
- Vosgi e Massiccio dell'Esterel, Francia
- Vulcani centrali attivi ed estinti dell'Islanda (es. Torfajökull, Leirhnjúkur / Krafla, Breiðdalur)
- Isola di Papa Stour nelle Shetland e Snowdonia (Galles, varie località), nel Regno Unito
- Geoparco di Copper Coast (Irlanda del Sud)
- In Germania: nella Selva di Turingia, in Sassonia (specialmente nel Nordovest), in Sassonia-Anhalt a nord di Halle, nel Bacino della Saar-Nahe (es: Monte Königstuhl e Donnersberg in Renania-Palatinato), nella Foresta Nera (sul monte Karlsruher Grat) e nell'Odenwald

Nelle Americhe:

- In USA: Catena delle cascate[10], varie località delle Montagne Rocciose, Catena Jemez, Rhyolite (Nevada), Wichita Mountains (Oklahoma), Saint Francois Mountains (Missouri), New Hampshire, Yellowstone (Wyoming) e Lago Crater[11] (Oregon)
- In Canada: Mount Jasper (Alberta), Berlin e Cobalt[12] (Ontario)
- Numerose località delle Ande

In Oceania:

- Zona vulcanica di Taupo  in Nuova Zelanda, con una grande concentrazione di vulcani riolitici recenti[13]; gruppo del Flinders Peak nella Catena Teviot (Queensland, Australia)

In Asia:

- Nella Suite ignea di Malani, (Rajasthan, India), nella catena Yandang Shan e presso la città di Wenzhou (Cina), nel vulcano Tambora[11], (Sumbawa, Indonesia)

In Africa:

- Monte Kilimangiaro[11], Kenya/Tanzania